# パラチオン
パラチオン (Parathion) は殺虫剤・ダニ駆除薬のひとつである。ジエチルパラチオンもしくはホリドール（ドイツ・バイエル社の商品名）とも呼ばれる。
スプレー剤の形で、綿、米、果樹に使用される。日本ではかつてニカメイチュウ、シンクイムシ類に対する特効剤として知られた。この薬が植物体に浸透する性質があるためである。さらにパラチオンは、植物体内で酵素によって容易に分解されるため、DDTやBHCのように長く残留しない。
一般的に市販されている溶液は 0.05 から 0.1% の濃度である。多くの食用となる作物に対して使用が禁じられている。非常に高い毒性を持つこと、および汚染源となることから、2005年の時点で日本、欧州連合、スイス、ペルー、チリなど少なくとも18か国以上において使用が禁止されている。日本では毒物及び劇物取締法により特定毒物に指定されており、非常に厳重な規制がなされている。民生利用はほぼ不可能であり、研究目的での製造・使用にも官公庁への申請と認可が必要である。
変異原性、催奇性、発癌性を持つことが実験によって示されている。哺乳類・鳥類・昆虫・水棲動物に対して非常に有害である。かつて健康被害や生態学的被害が問題とされた結果、カルバメート、ピレスロイド、他の有機リン化合物など、より安全で毒性の低い多くの代替品が開発され、それらの使用に移行している。

## 物性
純粋なものは白色結晶だが、通常、散布されるのは腐った卵やニンニクの臭いがする茶褐色の液体である。多少不安定であり、太陽光にさらすと黒ずむ。
アセトン・アルコール・エーテルに対しては可溶。水・石油類に対する溶解度は低い。
ヒトのLD50 は 10 mg/kg程度、マウスでは6 mg/kg程度である。参考として、メタミドホスはヒトの場合30 mg/kg程度。
定性・定量は試料を有機溶剤抽出したのち、通常ガスクロマトグラフまたはガスクロマトグラフ-質量分析計を用いて行う。高速液体クロマトグラフでも可能なようである。ただし、こういった農薬の定量分析については、公的データとして提出・発表するためには規定のシーケンスがあるため、通例はそちらに従う。

## 歴史

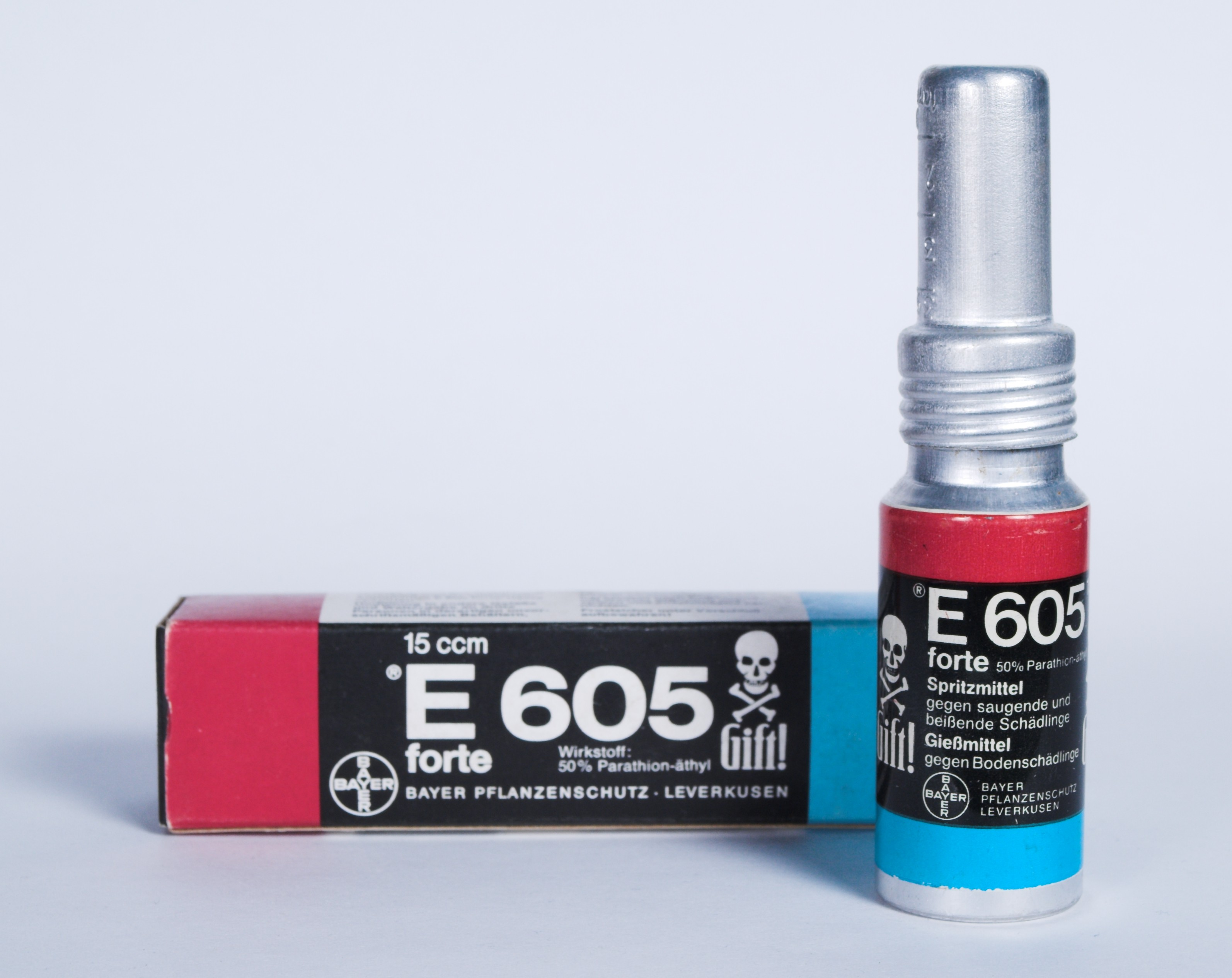
E605

ドイツの企業複合体IG・ファルベンのゲルハルト・シュラーダーによって1944年に開発された。第二次世界大戦後に西側連合国がその特許を接収し、以後パラチオンは様々な企業から種々の商品名で販売された。ドイツでもっとも知られた商品名は E605 （2002年以降）である。これは食品添加物のE番号とは関係なく、「E」は ドイツ語で開発番号を意味する Entwicklungsnummer の頭文字である。1950年代には西ドイツのクリスタ・レーマンが当時殺虫剤用に開発されたばかりのE605を用いた殺人を行い、その事件が評判を呼んだことでE605の使用が流行し、西ドイツでは20件以上の殺人と77件もの自殺騒動にE605が用いられた。

## ヒトに対する毒性
コリンエステラーゼ阻害剤として作用する。重要な酵素であるアセチルコリンエステラーゼの働きを阻害することにより、神経系を撹乱するとされる。皮膚や粘膜から、また経口摂取によっても吸収される。吸収されたパラチオンは即座に代謝されて硫黄原子が酸素原子に置き換えられたパラオキソンとなるが、これが真の毒性源である。TEPPなどと異なり、毒性はやや遅効性となる。
摂取すると、頭痛、痙攣、視覚異常、嘔吐、腹痛、激しい下痢、意識喪失、震え、呼吸困難、そして肺浮腫および呼吸停止などの症状が起きる。これらの症状は長く続くことが知られており、時には数か月にも及ぶ。
一般的に知られる解毒剤はアトロピンおよびプラリドキシムヨウ化メチル (PAM) である。
- アトロピンを用いた重症患者の対処は、アトロピン量2～4 mgの静脈注射によって行う。効果がないようであれば静脈注射を繰り返し、瞳孔拡大等がみられ、状態がやや改善した場合には0.5〜1 mgの皮下注射を20～30分ごとに行う。回復までは意図的に弱いアトロピン中毒状態を維持するようにする。
- PAMを用いた重症患者の対処は、PAM量1 mlの静脈注射によって行う。数十分後軽快しないようならPAM量1 mlの静脈注射を追加する。対処は酵素が非可逆的に失活する前に、できるだけ迅速に行う。
- これらと同時に胃洗浄・人工呼吸・輸液などを行う[7][8]。

回復後数週間は有機リン化合物に対する感受性が高まり、中毒を起こしやすくなる。そのため回復後しばらくはこれらの化合物との接触を厳重に回避する必要がある。
パラチオン中毒は、早期に発見して解毒剤や人工呼吸などの処置を施せば致死率は高くない。呼吸困難や呼吸停止に陥った場合、低酸素症によって脳に恒久的な損傷を受ける可能性がある。また、急性中毒症から回復しても麻痺などの末梢神経障害が後遺症となることもある。パラチオンは自殺や計画的殺人に広く用いられてきた。後者の目的に使用されるのを避けるため、大部分のパラチオン製剤には警告色として青い色素が含まれている。

## 中毒の予防
安全性を確保するために、取り扱いの際には保護手袋、防護服、有機ガス用フィルター付きマスクを着用する必要がある。使用後は速やかに体を洗う。製造工程においては、特に良く換気を行い、許容曝露濃度 (PEL) を越えないよう常に空気汚染度を確認し続けねばならない。パラチオンの作用は累積するので、作業者の血清アセチルコリンエステラーゼ活性を頻繁に測定することは安全性を確保する上で有効である。

## 禁止への動き
非政府組織・国際殺虫剤ネットワーク (International Pesticide Network, PAN) によれば、パラチオンは最も危険な殺虫剤である。アメリカ合衆国に限っても、1966年以来650人以上の農業従事者が被害を受け、そのうち100人が死亡している。発展途上国においてはより多くの中毒患者が出ている。WHO や PAN など、多くの環境団体が全世界での完全な使用禁止を求めている。
日本ではかつて広範に使用されたが、1968年にリンゴ、ブドウ、キュウリ、トマトの四品目に残留許容量（いずれも0.3ppm）が設定された。
その後も相次ぐ中毒事故の発生や殺人事件の発生が社会問題となり、1971年（昭和46年）に一般での使用が禁止された。毒物及び劇物取締法の特定毒物に指定されており、許可無く使用した場合は罰せられる。

## 関連
- 有機リン化合物